# 叶浦寺
叶浦寺，又译“叶普寺”，又称“叶巴寺”，位于西藏自治区昌都地区类乌齐县，是一座藏传佛教叶巴噶举派寺院，也是叶巴噶举派的祖寺。现已无存。

## 简介
叶浦寺位于西藏自治区类乌齐县和青海省囊谦县交界处。藏文文献记载“东有叶浦寺，南有多杰宗，西有贡隆寺，北有达那寺。”叶浦寺如今还在离囊谦县70多公里的昌都地区。
叶巴噶举派是噶举派四大派之一的帕竹噶举派的八小派之一，创始人为帕木竹巴·多吉杰布的弟子益希则巴，后世信徒尊称其为“桑结叶巴”。南宋孝宗乾道七年（1171年），益希则巴在喀木地方（属于康区，今昌都地区）建成叶浦寺，后来通称此寺为叶巴寺，从此发展出叶巴噶举派。益希则巴曾到今囊谦县传教，建立叶巴噶举派寺院。至今囊谦县留有叶巴噶举派唯一一座寺院达那寺。
叶巴噶举派的创始人桑结叶巴·益希则巴，一生修建了四座叶巴噶举派寺院，但除了达那寺之外，包括叶浦寺在内的其他三座寺院均已消失。
据说《格萨尔王传》的主人公格萨尔王曾信奉叶巴噶举派，格萨尔王的后裔亦曾将格萨尔王用过的兵器存放于叶浦寺。就所藏格萨尔文物一事，有人认为格萨尔的文物并非存放在叶浦寺，而是存放在同属叶巴噶举派的达那寺，且叶巴噶举派在多堆地区依然非常有名。达那寺至今也仍收藏着不少格萨尔的文物。